# Andreas Klier
Andreas Klier (München, 1976. január 15. –) német országúti kerékpáros. 2013-ban visszavonult a versenyzéstől.

## Sikerei
1996
- 1., 7. szakasz, Boland Bank Tour

2002
- 1., GP Jef Scherens

2003
- 1., Gent–Wevelgem

2005
- 2.  E3 Prijs Vlaanderen
- 2.  Ronde van Vlaanderen

2007
- 1., 13. szakasz, Vuelta a España

2009
- 5.  Gent–Wevelgem
- 7.  Omloop Het Nieuwsblad
- 12. Párizs–Roubaix

## Külső hivatkozások
- Eredményei a trap-friis.dk-n